# Baytir Samb
Baytir Samb – senegalski piłkarz grający na pozycji pomocnika. W swojej karierze rozegrał 6 meczów w reprezentacji Senegalu.

## Kariera reprezentacyjna
W reprezentacji Senegalu Samb zadebiutował 27 maja 1987 w zremisowanym 2:2 towarzyskim meczu z Japonią, rozegranym w Hiroszimie. W 1990 roku został powołany do kadry na Puchar Narodów Afryki 1990. Zagrał w nim w trzech meczach: grupowych z Kenią (0:0) i z Kamerunem (2:0) oraz o 3. miejsce z Zambią (0:1). Od 1987 do 1991 roku wystąpił w kadrze narodowej 6 razy.